# Mapimí
Mapimíⓘ – miasto w zachodniej części Meksyku w stanie Durango. Jest stolicą gminy o tej samej nazwie. Od nazwy miasta pochodzi nazwa obszaru bezodpływowego Bolsón de Mapimí.

## Historia
Obszar, na którym dziś znajduje się miasto było zamieszkane przez rdzennych mieszkańców i od początku czasów kolonialnych długo pozostawało izolowane, zarówno przez opór plemion i przez trudny klimat. 25 lipca 1598 ksiądz jezuita Agustín de Espinoza i kapitan Antonio de Zapata założyli osadę u stóp góry nadając jej nazwę Santiago de Mapimi pochodzącą od indiańskiego słowa mapeme (kamień na górze).
Przetrwanie Mapimí było trudne z powodu częstych powstań plemion Toboso, Tarahumara i Tepehuane w XVII i XVIII. Mapimí zostało szczególnie dotknięte przez powstania w latach 1648, 1650, 1652 i 1715. Podczas tego ostatniego zabito większość jego mieszkańców, co doprowadziło do ustanowienia więzienia przez władze hiszpańskie i odzyskania władzy w regionie.